# NASA Pathfinder
NASA Pathfinder — экспериментальный беспилотный летательный аппарат. Создан компанией AeroVironment на основе конструкции БПЛА «HALSOL» («High Altitude Solar»).
Helios был одним из опытных аппаратов, чьё строительство было спонсировано NASA. Ему принадлежит установленный в 2001 году и пока непревзойденный рекорд по высоте подъёма среди крылатых летательных аппаратов без реактивных двигателей — 29,5 км. Солнечные батареи размещены по всей длине 75-метровых крыльев. Аппарат также был способен продержаться ночь на накопленной предыдущим днём энергии.

## Варианты и модификации
- Pathfinder
- Pathfinder-Plus — модификация 1998 года с увеличенной до 37 метров длиной крыла
- Centurion — модификация 1998 года с длиной крыла 63 метров и увеличенной грузоподъемностью, первый полет был выполнен 10 ноября 1998.
- Helios Prototype — дальнейшая модификация с длиной крыла 75 метров, первый полет был выполнен в конце 1999 года, 26 июня 2003 года БПЛА разбился при совершении полёта над Тихим океаном[3]